# کارلیا

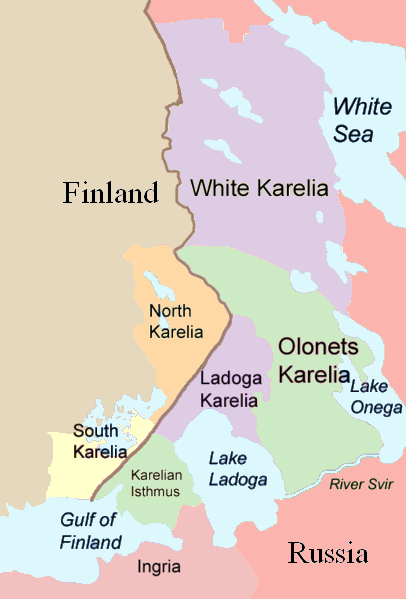
تقسیم‌بندی سنتی کارلیا

کارلیا (روسی: Карелия) منطقه‌ای در اروپای شمالی است که برای فنلاند، روسیه و سوئد دارای اهمیت تاریخی است و امروزه میان جمهوری کارلیا و استان لنینگراد در روسیه و کارلیای شمالی و کارلیای جنوبی در فنلاند تقسیم شده است.
کارلیا از ساحل دریای سفید تا خلیج فنلاند گسترده شده و دو مورد از بزرگ‌ترین دریاچه‌های اروپا را در بر می‌گیرد؛ دریاچه لادوگا و دریاچه اونگا. باریکه خاکی کارلیا میان خلیج فنلاند و دریاچه لادوگا واقع شده است.

## استفاده از نام
تقسیمات فرعی مختلفی ممکن است کارلیا نامیده شوند. کارلیای فنلاند یک استان تاریخی فنلاند است و اکنون بین فنلاند و روسیه تقسیم شده است که اغلب در فنلاندی فقط Karjala نامیده می‌شود. بخش شرقی این منطقه که ساکنانش عمدتاً پیرو لوتریانیسم هستند، پس از جنگ زمستان ۱۹۳۹–۱۹۴۰ به روسیه واگذار شد.
جمهوری کارلیا یک موضوع فدرال روسیه است، از جمله کارلیای شرقی، با جمعیت عمدتاً ارتدوکس روسی.
در فنلاند امروزی، Karjala به مناطق کارلیای جنوبی و کارلیای شمالی اشاره دارد، اگرچه بخش‌هایی از کارلیای تاریخی نیز در منطقه کومن‌لاکسو (شرق کومی‌یوکی)، ساوونیای شمالی (کاوی، راوتاوارا و سینینن) و ساوونیای جنوبی (منتوهاریو) قرار دارد.

## جغرافیا

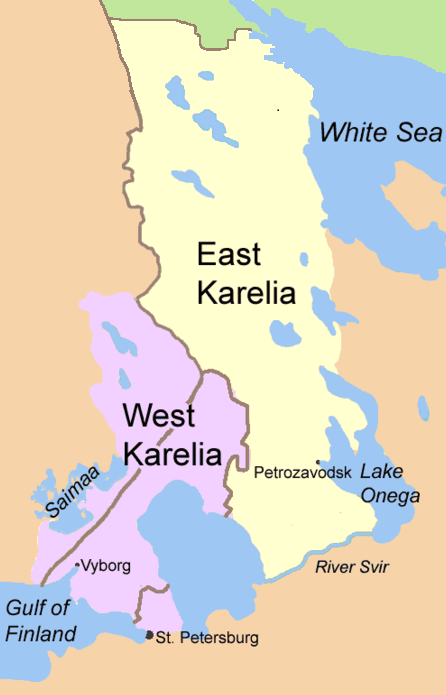
کارلیای شرقی و کارلیای غربی با مرزهای ۱۹۳۹ و ۱۹۴۰–۱۹۴۷. آنها همچنین به ترتیب به کارلیای روسیه و کارلیای فنلاند معروف هستند.

کارلیا از ساحل دریای سفید تا خلیج فنلاند امتداد دارد. این شامل دو دریاچه بزرگ در اروپا، دریاچه لادوگا و دریاچه اونگا است. باریکه کارلیا بین خلیج فنلاند و دریاچه لادوگا واقع شده است. بلندترین نقطه کارلیا، Nuorunen با ارتفاع ۵۷۶ متر (۱٬۸۹۰ فوت)، در ضلع روسی منطقه تپه مانسلکا واقع شده است.
مرز بین کارلیا و اینگریا (منطقه)، سرزمین فین‌های اینگریا که از نزدیک با هم مرتبط هستند، در ابتدا خود رود نوا بود، اما بعداً به سمت شمال به باریکه کارلیا منتقل شد تا از رودخانه سسترا (روسی: Сестра) پیروی کند، امروزه در منطقه شهری سنت پترزبورگ، اما در ۱۸۱۲–۱۹۴۰ مرز روسیه و فنلاند بود.
در طرف دیگر دریاچه لادوگا، رودخانه سیویر معمولاً به عنوان مرز جنوبی سنتی قلمرو کارلیا در نظر گرفته می‌شود در حالی که دریاچه اونگا و دریای سفید مرز شرقی را مشخص می‌کنند. کومی‌یوکی مرز غربی تاریخی قلمرو کارلیا را مشخص می‌کند زیرا در طول قرون وسطی به عنوان مرز بین فین‌های تمه و کارلیایی‌ها عمل می‌کرد. گفته می‌شود که رودخانه کی‌می همچنین بین حوزه‌های فرهنگی شرقی و غربی حداکثر در آغاز عصر برنز مرزی ایجاد کرده است. در شمال عشایر کوچ‌نشین سامی زندگی می‌کردند، اما هیچ مرز طبیعی به جز مناطق وسیع جنگلی (تایگا) و توندرا وجود نداشت.
در متون تاریخی، کارلیا گاهی به "کارلیای شرقی" و "کارلیای غربی" تقسیم می‌شود که به ترتیب کارلیای شرقی و کارلیای فنلاندی نیز نامیده می‌شوند. منطقه‌ای در شمال دریاچه لادوگا که قبل از جنگ جهانی دوم متعلق به فنلاند بود، لادوگا کارلیا نامیده می‌شود و بخش‌های نزدیک مرز قدیمی قبل از جنگ گاهی مرز کارلیا نامیده می‌شوند. کارلیای سفید (گاهی اصطلاح فنلاندی یا کارلیایی "Viena Karelia" یا در برخی منابع انگلیسی زبان "White Sea Karelia" استفاده می‌شود) قسمت شمالی کارلیای شرقی است و Olonets Karelia قسمت جنوبی است.
Tver Karelia به روستاهایی در استان تور اطلاق می‌شود که Tver Karelians در آن ساکن هستند.

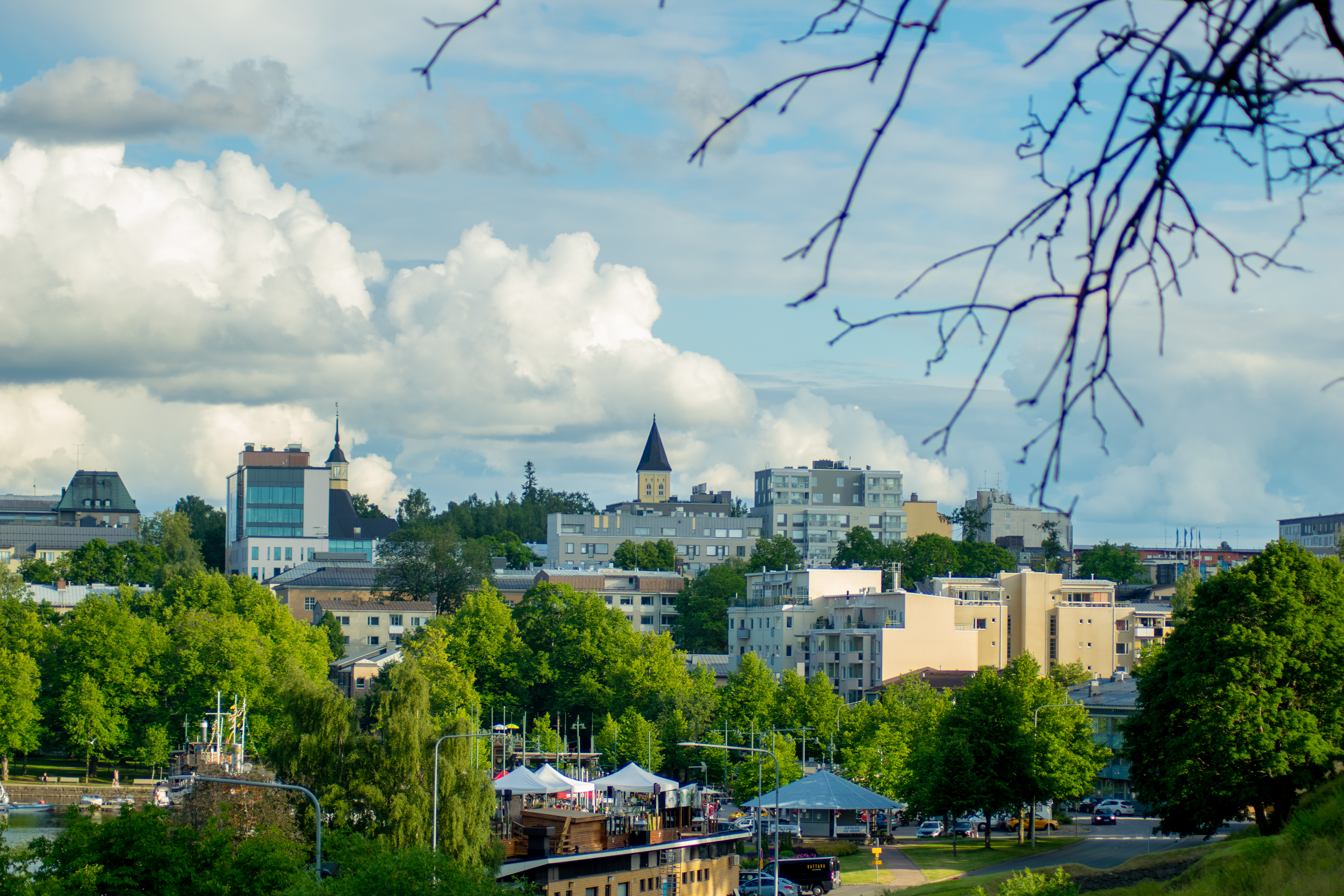
نمایی از لاپرنتا، کارلیای جنوبی.

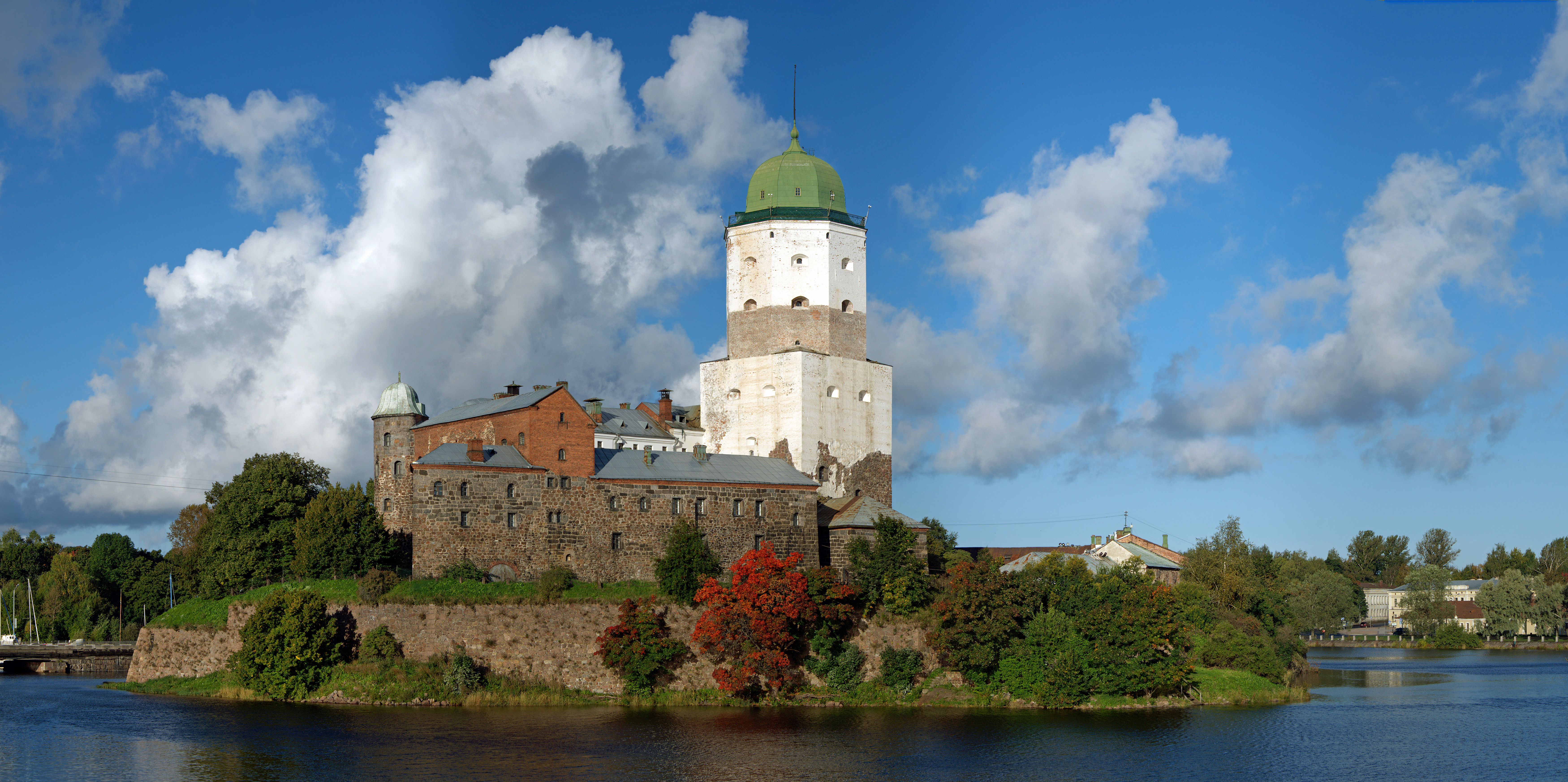
قلعه ویبری در خلیج فنلاند در شهر ویبورگ. ویپوری زمانی که بخشی از فنلاند بود پایتخت کارلیا نامیده می‌شد.

### نقاط مسکونی
- جمهوری کارلیا
  - پتروزاودسک (Петрозаводск, Petroskoi, from late 1941 to 1944 known as Äänislinna/Onegaborg to Finns)
  - بلومورسک (Беломорск, Sorokka)
  - مدوژیگورسک (Медвежьегорск, Karhumäki)
  - Kalevala (Калевала, Uhtua)
  - کم (شهر) (Кемь, Vienan Kemi, compare with کیمی)
  - کوستوموکشا (Костомукша, Kostamus)
  - کوندوپوگا (Кондопога, Kontupohja)
  - سورتاوالا (Сортавала, Sortavala, Sordavala)
  - سویاروی (Суоярви, Suojärvi)
  - سگژا (Сегежа, Sekehe)
  - پیتکیارانتا (Питкяранта, Pitkäranta)
  - اولونتس (Олонец, Aunus)
- باریکه کارلیا
  - ویبورگ (Выборг, Viipuri, Viborg)
  - پریوزرسک (Приозерск, Käkisalmi, Kexholm)
  - پریمورسک، اوبلاست لنینگراد (Примо́рск, Koivisto, Björkö)
  - اسوتوگورسک (Светого́рск, Enso)
- کارلیای جنوبی
  - ایماترا
  - یوتسنو
  - لاپن‌رانتا (Villmanstrand)
- کارلیای شمالی
  - یوئنسو
  - ایلومانتسی (Ilomants)
  - کیته
  - Kesälahti
  - کنتیولاهتی
  - لیئکسا
  - لیپری
  - نورمس
  - اوتوکومپو، فنلاند

## تاریخ
در طول قرون وسطای آغازین، مهاجران فنلاند غربی با جمعیت محلی ترکیب شدند و گروه قومی کارلیایی‌ها را تشکیل دادند. مهاجرت احتمالی از جاهای دیگر نیز ممکن است به ترکیب قومی کارلیایی‌ها کمک کرده باشد.
شواهد باستان‌شناسی نشان می‌دهد که سکونت کارلیایی‌ها در امتداد ساحل غربی دریاچه لادوگا و باریکه کارلیا بیشترین میزان را داشته است، با چندین گورستان و اکتشافات باستان‌شناسی دیگر مربوط به سال‌های ۶۰۰ تا ۸۰۰ پس از میلاد. در کارلیای جنوبی، تعداد اکتشافات باستان‌شناسی از این دوره زمانی کمتر است، اگرچه با این وجود سکونت دائمی وجود داشته است. لاپه، در کارلیای جنوبی تقریباً ۲۰۰۰ سال است که به‌طور مداوم مسکونی بوده است. در کارلیای شمالی، تنها یک کشف باستان‌شناسی از این دوره زمانی پیدا شده است که مربوط به قرن هشتم است. تعداد قابل توجهی بیشتر از اکتشافات باستان‌شناسی در این مناطق از ۸۰۰ پس از میلاد تا ۱۰۵۰ پس از میلاد نشان می‌دهد که جمعیت کارلیا در این مدت به سرعت رشد و گسترش یافته است.
کارلیا برای مدتی از قرن سیزدهم جنگ‌های سوئد و نووگورود آغاز شد و بین سوئد و جمهوری نووگورود بر سر آن جنگ سختی درگرفت. معاهده نوتبورگ (به فنلاندی: Pähkinäsaaren rauha) در سال ۱۳۲۳ کارلیا را بین این دو تقسیم کرد. سوئد بخش جنوبی باریکه کارلیا و بیشتر کارلیای جنوبی را دریافت کرد. استان کارلیای سوئد این قلمرو را به اضافه منطقه شرق کومی‌یوکی شامل می‌شد و ویبورگ (به فنلاندی: Viipuri) به مرکز استان تبدیل شد. نووگورود بخش شمالی باریکه کارلیا را دریافت کرد. کارلیای شمالی، لادوگا کارلیا و بخش شمالی کارلیای جنوبی تحت کنترل نووگورود قرار گرفتند. پریوزرسک به عنوان مرکز اصلی جمعیت این منطقه خدمت می‌کرد.
در معاهده استولبوو در سال ۱۶۱۷، بخش‌های بزرگی از کارلیای روسیه به سوئد واگذار شد. درگیری بین حاکمان جدید سوئدی و جمعیت بومی این مناطق منجر به مهاجرت شد: هزاران کارلیایی، از جمله اجداد Tver Karelians، به روسیه مهاجرت کردند.

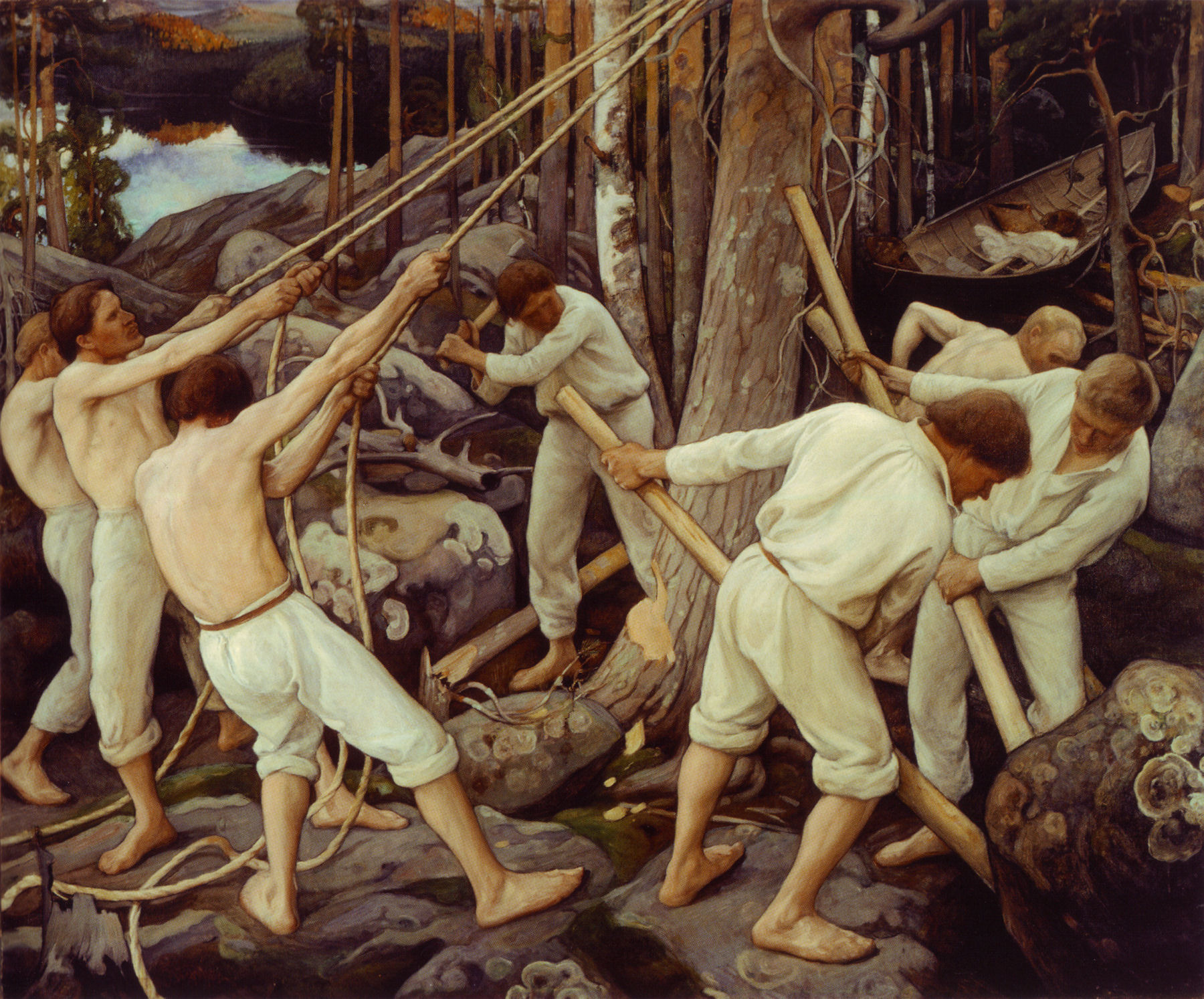
پیشگامان در کارلیا، ۱۹۰۰. اثر پککا هالونن

پیمان نیستاد (به فنلاندی: Uudenkaupungin rauha) در سال ۱۷۲۱ بین امپراتوری روسیه و سوئد بخشی از کارلیا را به روسیه واگذار کرد. معاهده ابو در سال ۱۷۴۳ بین سوئد و روسیه، کارلیای جنوبی را به روسیه واگذار کرد. پس از اشغال فنلاند توسط روسیه در جنگ فنلاند، بخش‌هایی از استان‌های واگذار شده (Old Finland) در سال ۱۸۱۲ در دوک‌نشین بزرگ فنلاند ادغام شدند. در سال ۱۹۱۷، فنلاند مستقل شد و مرز توسط معاهده تارتو در سال ۱۹۲۰ تأیید شد.
پارتیزان‌های فنلاندی در سال‌های ۱۹۱۸–۱۹۲۱ در تلاش‌هایی برای سرنگونی جمهوری فدراتیو سوسیالیستی روسیه شوروی در کارلیای روسیه (کارلیای شرقی) شرکت داشتند، مانند عملیات ناموفق آونوس. آن‌ها همچنین می‌خواستند بقیه کارلیا را به فنلاند ضمیمه کنند و با جمهوری کوتاه‌مدت اوختوا همکاری کردند. این عملیات‌ها که عمدتاً خصوصی بودند، پس از امضای پیمان صلح تارتو پایان یافتند. پس از پایان جنگ داخلی روسیه و تأسیس اتحاد جماهیر شوروی در سال ۱۹۲۲، بخش روسی کارلیا در سال ۱۹۲۳ به جماهیر خودمختار اتحاد شوروی کارلیا (ASSR) تبدیل شد.
در آغاز جنگ جهانی دوم در سال ۱۹۳۹، اتحاد جماهیر شوروی به فنلاند حمله کرد و جنگ زمستان را آغاز کرد. پیمان صلح مسکو بخش بزرگی از کارلیای فنلاند را به اتحاد جماهیر شوروی واگذار کرد و بیش از ۴۰۰۰۰۰ نفر مجبور به جابجایی در داخل فنلاند شدند. در طول جنگ مستمر ۱۹۴۱–۱۹۴۴، فنلاند سرزمین‌های واگذار شده در سال ۱۹۴۰ را پس گرفت و همچنین به بخش بزرگی از کارلیای شرقی حمله و آن را اشغال کرد. فنلاند در سال ۱۹۴۴ مجبور به ترک این مناطق شد. پس از جنگ، گسترش شوروی باعث تلخی قابل توجهی در فنلاند شد، که چهارمین شهر بزرگ خود، ویبورگ، قلب صنعتی خود را در امتداد رودخانه ووئوکسی، بخش شرقی کانال سایما که مرکز فنلاند را به خلیج فنلاند متصل می‌کرد، و دسترسی به آب‌های ماهیگیری دریاچه لادوگا (به فنلاندی: Laatokka) را از دست داد. یک‌هشتم از شهروندان آن به پناهندگانی تبدیل شدند که شانسی برای بازگشت نداشتند. تمام جمعیت مناطق واگذار شده به اتحاد جماهیر شوروی تخلیه و در سایر نقاط فنلاند اسکان داده شدند. ساکنان کنونی بخش‌های سابق فنلاند روسیه، از جمله شهر ویبورگ/ویپوری و باریکه کارلیا، مهاجران پس از جنگ یا نوادگان آن‌ها هستند.
ASSR سابق کارلیا از سال ۱۹۴۱ تا ۱۹۵۶ در جمهوری شوروی سوسیالیستی کارلو-فنلاند جدید ادغام شد، اما سپس دوباره به ASSR تبدیل شد. کارلیا تنها جمهوری شوروی بود که از SSR به ASSR در داخل جمهوری فدراتیو سوسیالیستی روسیه شوروی «تنزل» یافت. در سال ۱۹۹۱، با فروپاشی اتحاد جماهیر شوروی، ASSR به جمهوری کارلیا تبدیل شد.
بخشی از استان ویپوری که پس از جنگ جهانی دوم در فنلاند باقی ماند به استان کیمی تغییر نام داد و این نام را از سال ۱۹۴۵ تا ۱۹۹۷ حفظ کرد. بخش شرقی این استان اکنون مناطق کارلیای جنوبی است، در حالی که بخش غربی بخشی از کومن‌لاکسو است.

## سیاست
کارلیا از نظر سیاسی بین فنلاند و روسیه تقسیم شده است. جمهوری کارلیا یک واحد فدرال روسیه است که در سال ۱۹۹۱ از جمهوری سوسیالیستی خودمختار کارلیای شوروی تشکیل شد. باریکه کارلیا متعلق به استان لنینگراد است. سمت فنلاند شامل بخش‌هایی از مناطق (maakunta) کارلیای جنوبی، کارلیای شمالی و کومن‌لاکسو است.
برخی گروه‌های کوچک فنلاندی برای روابط نزدیک‌تر بین فنلاند و کارلیا فعالیت می‌کنند: برای مثال، در Karjalan Liitto (اتحادیه کارلیا) و ProKarelia.

## جمعیت‌شناسی
در سمت فنلاند، منطقه به زبان فنلاندی صحبت می‌شود. گویش‌های کارلیای جنوبی زبان فنلاندی (که ارتباط نزدیکی با زبان کارلیایی دارد) در کارلیای جنوبی صحبت می‌شود. گویش‌های شرقی ساونیایی در کارلیای شمالی صحبت می‌شود، که بخشی از گروه گویش‌هایی است که در شرق و مرکز فنلاند صحبت می‌شود.
گویش‌های فین‌های اینگریا در اینگریا، منطقه‌ای در اطراف سن پترزبورگ، بین مرز استونی و دریاچه لادوگا، صحبت می‌شود. فین‌های اینگریا در قرن هفدهم پس از فتح سوئدی‌ها در این منطقه ساکن شدند. مهاجران به گویش‌های کارلیایی و ساونیایی فنلاندی صحبت می‌کردند. ساکنان قدیمی‌تر اینگریا، اینگریایی‌ها، زبان خاص خود را دارند که با زبان کارلیایی و گویش‌های جنوب شرقی فنلاندی مرتبط است.
کارلیایی‌هاای که از بخش کارلیای فنلاند که به روسیه واگذار شده بود تخلیه شدند، در سراسر فنلاند اسکان داده شدند. امروزه حدود یک میلیون نفر در فنلاند می‌توانند ریشه‌های خود را در منطقه‌ای که پس از جنگ جهانی دوم به اتحاد جماهیر شوروی واگذار شد، جستجو کنند. در فنلاند حدود ۵۰۰۰ نفر به زبان کارلیایی صحبت می‌کنند.

## فرهنگ
- کالوالا
- سگ خرسی کارلین
- Karelian hot pot
- زبان کارلیایی
- Karelian pasties
- Karelo-Finnish Laika
- Music of Karelia

## گردشگری
کارلیای روسیه به دلیل مکان‌های منحصر به فرد معماری، فرهنگی و تاریخی مانند کیژی پاگوست و والام، یک مقصد معمولی برای گردشگری بین‌المللی است. گردشگران هم در تابستان و هم در زمستان از این منطقه بازدید می‌کنند، زمانی که فعالیت‌های ممکن شامل سوار شدن بر سورتمه‌ای پشت یک تیم سگ و دویدن از بانیا به یک سوراخ یخی و بازگشت است. کوهنوردان تابستانی می‌توانند از آبشار کیواچ یا فلات صندلی شیطان بازدید کنند.
در کارلیای جنوبی، لاپن‌رانتا یک مقصد محبوب برای گردشگران روسی است و سالانه ۱٫۵ میلیون نفر از آن بازدید می‌کنند. Imatrankoski در ایماترا از اواخر قرن هجدهم، زمانی که ملکه روسیه کاترین دوم در سال ۱۷۷۲ از این مکان بازدید کرد، به یک جاذبه گردشگری تبدیل شده است.
پارک ملی کولی در کارلیای شمالی زمانی که کارلیانیسم به یک روند اصلی تبدیل شد، شروع به جذب گردشگران کرد. کولی منبع الهام بسیاری از نقاشی‌ها و آهنگسازانی مانند ژان سیبلیوس، یوهانی آهو و ارو یارنه‌فلت بود که به نوبه خود از طریق کار خود به کارلیانیسم کمک کردند. کولی در سال ۱۹۹۱ وضعیت پارک ملی را به دست آورد.